# Peter Brömse
Peter Brömse (* 16. März 1912 in Prag; † 15. Januar 2004 in Burg/Fehmarn) war ein deutscher Musikwissenschaftler, Musikpädagoge und Hochschullehrer.

## Leben und Wirken
Peter Brömse, ein Sohn des deutsch-böhmischen Malers und Graphikers August Brömse, studierte nach seinem Schulbesuch in Prag Musikwissenschaft an der Deutschen Universität Prag und an der Deutschen Akademie für Musik, wo er Schüler von Fidelio F. Finke war. Seine Promotion erfolgte mit einer Arbeit über "Flöten, Schalmeien und Sackpfeifen Südslawiens" (1937). Anschließend lehrte er Musikgeschichte in Prag am Deutschen Hochschulinstitut für Musik. Nach dem Zweiten Weltkrieg lebte er zunächst als freier Komponist (er schrieb Lieder, Chöre und Unterhaltungsmusik) in Pfronten. 1953 wurde er Musiklehrer an der Jugenddorfschule in Berchtesgaden. 1958 begann seine Hochschullehrertätigkeit an der Pädagogischen Hochschule Göttingen, wo er Musikerziehung unterrichtete. Im Jahre 1966 übernahm er einen Lehrstuhl für Musikpädagogik an der Justus-Liebig-Universität Gießen. 1977 trat er in den Ruhestand.
Im Jahre 1980 wurde Brömse Mitglied der Sudetendeutschen Akademie der Wissenschaften und Künste.

## Veröffentlichungen (Auswahl)
- Flöten, Schalmeien und Sackpfeifen in Südslawien (= Veröffentlichungen des Musikwissenschaftlichen Institutes der Deutschen Universität in Prag, Bd. 9). Rohrer, Brünn/Leipzig 1937 (Nachdruck: Kraus, Nendeln 1975).
- (mit Werner Correll u. Kurt Staguhn): Lernen und Lehren im Vorschulalter. Drei Beiträge zur Vorschuldidaktik. Auer, Donauwörth 1970 (2. Aufl. 1971, ISBN 3-403-00031-1).
- (mit Eberhard Kötter): Zur Musikrezeption Jugendlicher. Eine psychometrische Untersuchung (= Musikpädagogik, Bd. 4). Schott, Mainz 1971, ISBN 3-7957-1703-5.
- Die Integration der Musikpädagogik in die Musikwissenschaft. Idee und Realisierung eines Studienmodells. In: Musik & Bildung, Bd. 7 (1975), S. 244–247.
- Musikverhalten und Schichtzugehörigkeit. Teilbericht über Ergebnisse einer Umfrage bei 14- bis 16jährigen Schülern. In: Heinz Antholz (Hrsg.): Musikpädagogik heute. Perspektiven, Probleme, Positionen. Zum Gedenken an Michael Alt. Schwann, Düsseldorf 1975, S. 51–63, ISBN 3-590-14223-5.
- Quantität als Spiegelung von Qualität im Bereich der Harmonik. In: Klaus-Ernst Behne (Hrsg.): Musikalische Sozialisation (= Musikpädagogische Forschung, Bd. 2). Laaber-Verlag, Laaber 1981, S. 176–194, ISBN 3-921518-65-2.
- Antholz über Antholz. In: Hans Günther Bastian/Dieter Klöckner (Hrsg.): Musikpädagogik. Historische, systematische und didaktische Perspektiven. Heinz Antholz zum 65. Geburtstag. Schwann, Düsseldorf 1982, S. 22–38, ISBN 3-590-14548-X.
- Musikgeschichte der Deutschen in den Böhmischen Ländern (= Die Musik der Deutschen im Osten Mitteleuropas, Bd. 2). Laumann, Dülmen 1988, ISBN 3-87466-101-6.
- (Red.): Musik und Musikwissenschaft (= Schriften der Sudetendeutschen Akademie der Wissenschaften und Künste, Bd. 10). Verlagshaus Sudetenland, München 1989, ISBN 3-922423-56-6.
- Das Fach Musikwissenschaft an der Deutschen Universität in Prag. Verlagshaus Sudetenland, München 1989, ISBN 3-922-423-61-2.
- Nachtviolen. In: Heinrich Deppert/Reinhard Gerlach (Hrsg.): Musik als Schöpfung und Geschichte. Festschrift Karl Michael Komma zum 75. Geburtstag. Laaber-Verlag, Laaber 1989, S. 11–20, ISBN 3-89007-199-6.
- Harmonische Analyse als Erkenntnismittel form-inhaltlicher Interpretation. In: Musikpädagogik, Jg. 1991, S. 130–142.
- (Hrsg.): Aktuelle lexikographische Fragen (= Veröffentlichungen des Sudetendeutschen Musikinstituts / Berichte, Bd. 1). Sudetendeutsches Musikinstitut, Regensburg 1994, ISBN 3-9803294-1-0 (darin: Auswahlbibliographie zur Musikgeschichte der Sudetendeutschen, S. 140–171).
- Lupus in fabula. Die beiden Existenzen des Samuel Wolf. Fouqué-Literaturverlag, Egelsbach 2001, ISBN 3-8267-4846-8.